# Tachikaze (Schiff, 1921)
Die Tachikaze (japanisch 太刀風 ‚Schwertwind‘) war ein Zerstörer der Minekaze-Klasse der Kaiserlich Japanischen Marine. Sie wurde bereits 1921 in Dienst gestellt und nahm am Pazifikkrieg des Zweiten Weltkriegs teil. Das Schiff wurde am 17. Februar 1944 im Kuop-Atoll durch einen Angriff alliierter Flugzeuge versenkt.

## Geschichte

### Planung, Bau und erste Einsätze
Der Bau der großen Zerstörer der Minekaze-Klasse wurde im Rahmen des 8-4-Flottenprogramms der japanischen Marine von 1917 bis 1920 gemeinsam mit der mittelgroßen Momi-Klasse genehmigt, mit der sie viele Konstruktionsmerkmale teilte. Ausgestattet mit leistungsstarken Motoren konnten diese Schiffe hohe Geschwindigkeiten laufen und sollten als Eskorte für die geplanten Schlachtkreuzer der Amagi-Klasse eingesetzt werden, die letztendlich aber nicht gebaut wurden. Die auf der Marinewerft Maizuru gebaute Tachikaze war das elfte Schiff dieser Klasse. Der Zerstörer wurde am 18. August 1920 auf Kiel gelegt, am 31. März 1921 vom Stapel gelassen und am 5. Dezember 1921 in Dienst gestellt.
Nach Fertigstellung bildete die Tachikaze mit den Schwesterschiffen Hakaze, Akikaze und Hokaze die 1. Torpedo Schwadron (第1水雷戦隊) der 4. Zerstörer-Division, die in Yokosuka stationiert war. 1938–1939 führte die Division während des Zweiten Japanisch-Chinesischen Krieges Patrouillen an der zentralchinesischen Küste durch. 1940 war das Schiff auch zur Unterstützung und Sicherung der Stationierung japanischer Truppen in Französisch-Indochina eingesetzt.

### Im Zweiten Weltkrieg
Während des Zweiten Weltkrieges führte die Tachikaze Patrouillen- und Konvoidienste durch. Zum Zeitpunkt des Angriffes auf Pearl Harbor war die Tachikaze Teil der 34. Zerstörer-Division bei der 11. Flotte und in Takao auf der Insel Taiwan stationiert. Bei der japanischen Invasion der Philippinen wurde das Schiff zur Bergung abgeschossener Flugzeugbesatzungen eingesetzt und führte anschließend Konvoifahrten nach Davao und Balikpapan durch.
Vom 27. Februar bis Ende März 1942 war die Tachikaze in der Staring Bay stationiert und geleitete Konvois zwischen Sulawesi und Singapur. Im April unterstützte der Zerstörer bei der Invasion der Andamanen und kehrte Ende des Monats zur Reparatur nach Maizuru zurück. Von Juni bis Ende 1942 war die Tachikaze im Jaluit-Atoll oder Rabaul eingesetzt und begleitete Transporte auf die Marshallinseln und zu den Salomonen. Am 27. Dezember 1942 wurde das Schiff in der Nähe von Rabaul bei einem Luftangriff schwer beschädigt. Der Kommandant Fregattenkapitän Yasumi Hirasata kam dabei ums Leben.
Anfang 1943 kehrte Tachikaze nach Notreparaturen durch das Reparaturschiff Yamabiko Maru nach Maizuru zurück und wurde dort bis zum 10. März grundlegend überholt. Anschließend kehrte die Tachikaze nach Rabaul zurück, um den Geleitdienst wieder aufzunehmen. Am 15. April wurde sie erneut bei einem Luftangriff auf Wewak leicht beschädigt und ging erneut für Reparaturen nach Maizuru. Von Oktober bis Ende des Jahres war die Tachikaze auf den Truk-Inseln stationiert und führte Patrouillen bis Palau und Rabaul durch.

### Versenkung

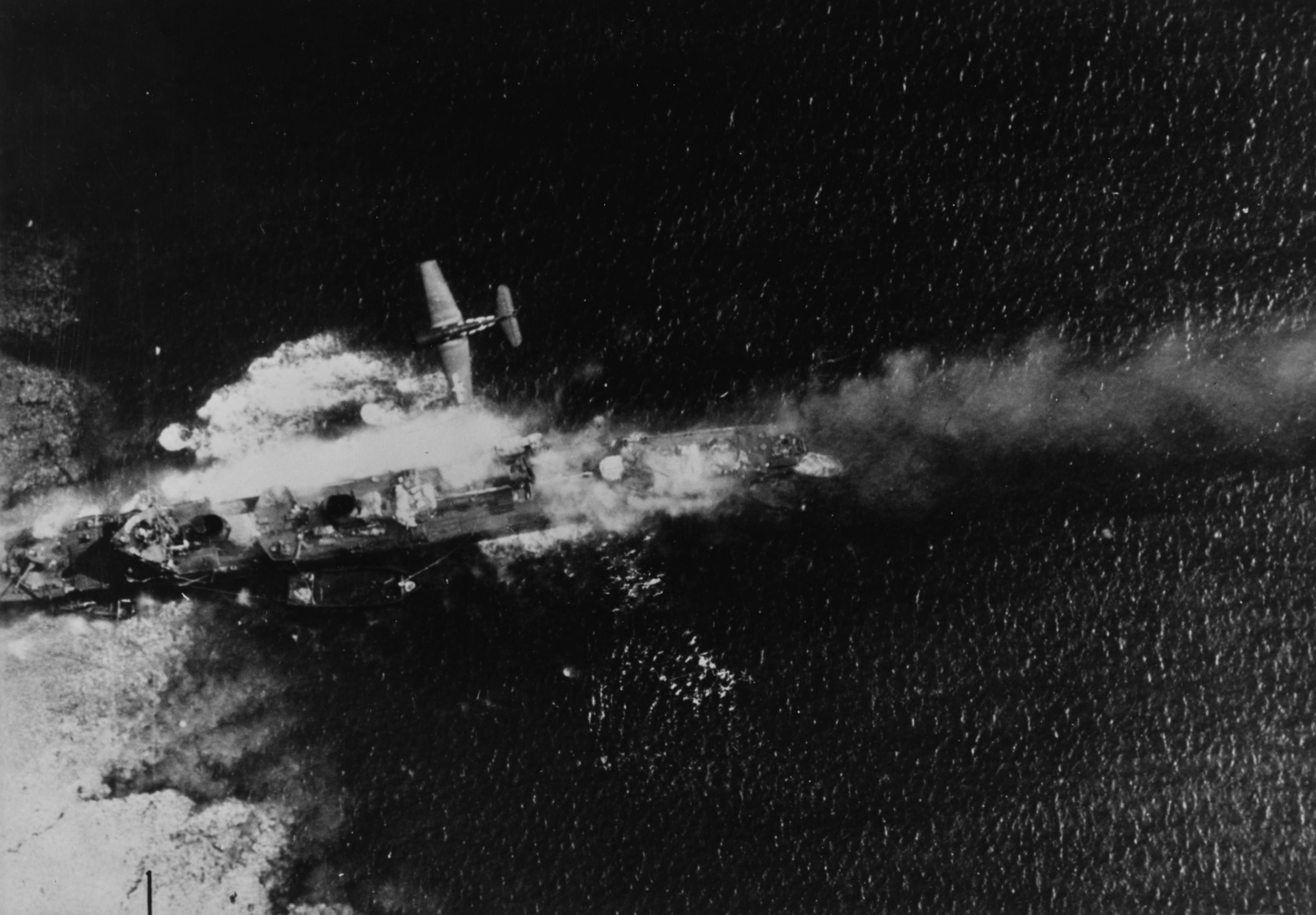
F6F über der gestrandeten Tachikaze während der Operation Hailstone, Februar 1944.

Am 4. Februar 1944 lief die Tachikaze bei der Rückkehr aus Rabaul im Kuop-Atoll in der Nähe von Truk auf Grund. Versuche, das Schiff zu befreien, schlugen fehl. So kam es, dass der Zerstörer noch immer festlag, als das Truk Atoll während der alliierten Operation Hailstone am 17. und 18. Februar zum Ziel alliierter Luftangriffe wurde. Auch die Tachikaze wurde angegriffen und zunächst von amerikanischen Flugzeugen mit Bordwaffen beschossen, bevor sie einen Torpedotreffer im Maschinenraum erhielt, der das Schiff bei 07°03′N 151°56′ versenkte.
Am 31. März 1944 wurde Tachikaze von der Marineliste gestrichen.